# Władysław Słowiński

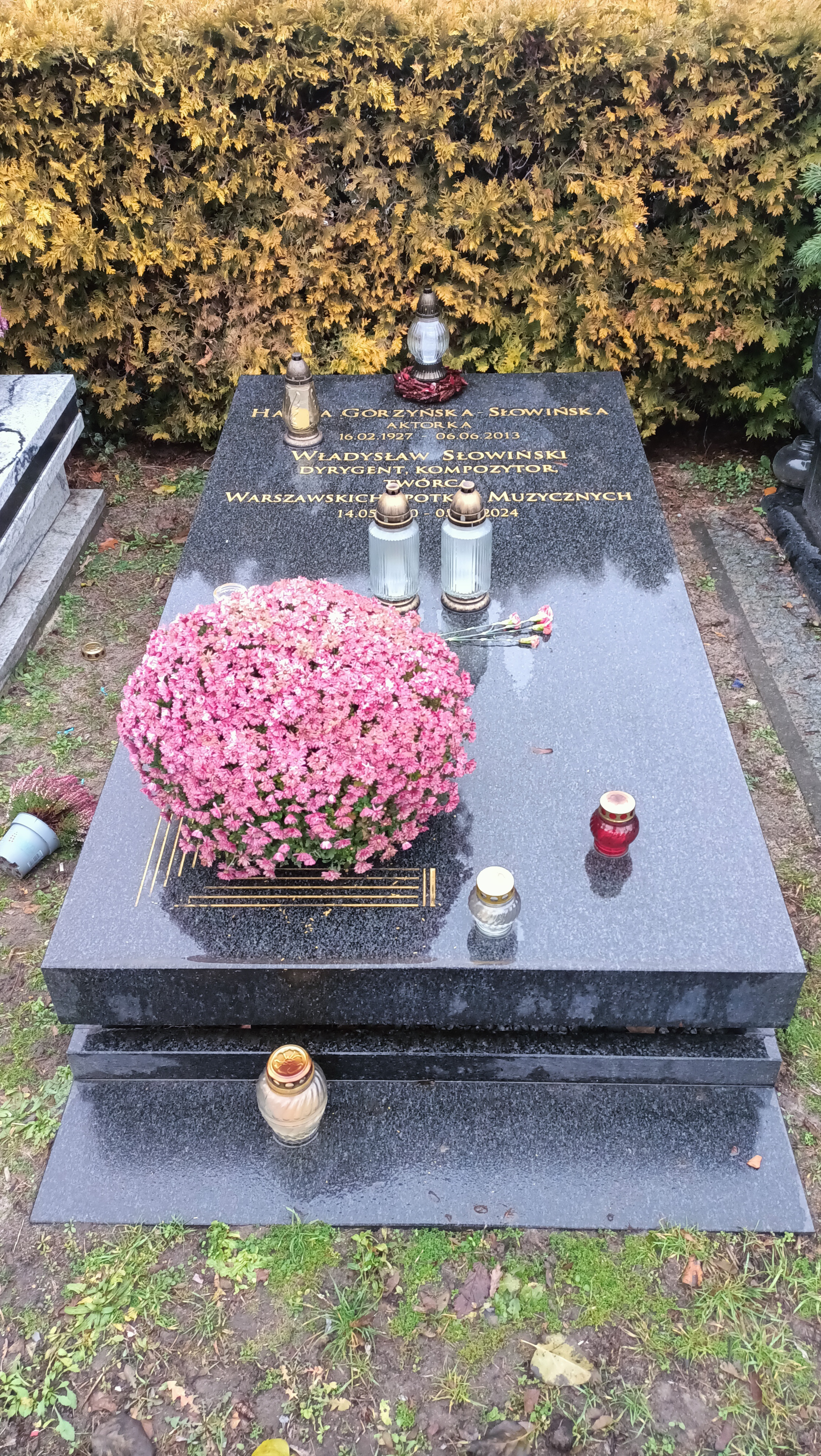
Grób Władysława Słowińskiego na cmentarzu Wojskowym na Powązkach

Władysław Feliks Słowiński (ur. 14 maja 1930 w Sadlnie , zm. 5 września 2024 w Warszawie) – polski kompozytor, dyrygent i animator życia muzycznego.

## Życiorys
W latach 1949–1951 studiował muzykologię pod kierunkiem Adolfa Chybińskiego na Uniwersytecie Adama Mickiewicza w Poznaniu. Odbył studia z kompozycji u Tadeusza Szeligowskiego (1950–1954) oraz dyrygentury 1951–1955 u Waleriana Bierdiajewa i Stanisława Wisłockiego (1951–1955) w Państwowej Wyższej Szkole Muzycznej w Poznaniu .
W latach 1954–1964 był dyrygentem Teatru Wielkiego w Poznaniu, jednocześnie współpracował z orkiestrami symfonicznymi, głównie z Filharmonią Poznańską, a w latach następnych z Teatrem Wielkim w Łodzi, Teatrem Muzycznym oraz Teatrem Wielkim w Warszawie .
W latach 1970–1973 był dyrektorem artystycznym Polskich Nagrań, w latach 1973–1985 był sekretarzem generalnym Zarządu Głównego Związku Kompozytorów Polskich, a w latach 1985–2001 prezesem oddziału warszawskiego ZKP. Był zaangażowany w działalność Stowarzyszenia Autorów ZAiKS, pełnił wiele funkcji w macierzystej sekcji A, był także członkiem Zarządu (w latach 1978–1984 i 1997–2005) oraz przewodniczącym Komisji Repartycyjnej (1989–1993). W 1986 zainicjował festiwal Warszawskie Spotkania Muzyczne, był też jego dyrektorem artystycznym. Członek PZPR.
Był mężem aktorki Hanny Kazimiery z domu Górzyńskiej (1927–2013). Ojciec Krzysztofa (ur. 1954), dyrygenta i pianisty.
Pochowany obok żony na cmentarzu Wojskowym na Powązkach w Warszawie (kwatera F IV-TUJE-4).

## Twórczość
Muzyka Słowińskiego charakteryzuje się bogatą kolorystyką, wyraźną ekspresją (nawiązującą do języka figur retorycznych, m.in. kwartet Doloroso) oraz przejrzystą formą. Odrębną grupę stanowią utwory stylizowane, w których widać wpływy baroku i wczesnego klasycyzmu. Współpracując z Kwartetem Wilanowskim, pisał utwory na różne składy instrumentów smyczkowych z fletem. 

## Nagrody i odznaczenia

### Ordery i odznaczenia
- Krzyż Komandorski Orderu Odrodzenia Polski (2005)
- Krzyż Oficerski Orderu Odrodzenia Polski (1987)
- Krzyż Kawalerski Orderu Odrodzenia Polski (1980)
- Złoty Krzyż Zasługi (1975)
- Srebrny Medal „Zasłużony Kulturze Gloria Artis” (2006)[11]
- Złota Odznaka honorowa „Za Zasługi dla Warszawy” (1986)
- Medal ZAiKS-u (1988)
- Odznaka Honorowa ZAiKS-u (1978)

### Nagrody
- Nagroda Prezesa Rady Ministrów za twórczość dla dzieci i młodzieży (1977)
- Nagroda Wojewody Warszawskiego za całokształt dorobku twórczego (1990)
- Nagroda ZKP za twórczość kompozytorską, powołanie do życia festiwalu Warszawskie Spotkania Muzyczne oraz zasługi dla Związku (1999)
- Nagroda Marszałka Województwa Mazowieckiego za twórczość kompozytorską i działalność społeczną (2001)
- Nagroda Samorządu Województwa Mazowieckiego im. Cypriana Kamila Norwida w kategorii Muzyka (2006)
- nagroda ZAiKS-u za propagowanie polskiej muzyki współczesnej (2006)
- Nagroda 100-lecia ZAiKS-u (2018)

Źródło: 